# خواهران (فیلم ۲۰۰۶)
خواهران (انگلیسی: Sisters) فیلمی در ژانر ترسناک به کارگردانی داگلاس باک است که در سال ۲۰۰۶ منتشر شد.